# 抑制性突變
抑制性突變原始突變表現型效應发生后反转或者减轻该效应的一種突變。抑制性突變因此重建突变前的表现型。抑制性突變可以用来确定影响一个生理过程基因的位置。抑制性突變也可以被用来研究分子之间的相互作用。

## 基因内抑制和跨基因抑制
可分為以下幾種：
1. 突變在原來相同的基因：例如第二次的框移突變在之前的突變附近造成閱讀框回復。
2. 突變在和原來不同的基因：使得原始突變基因回復功能。

### 基因内抑制
基因内抑制的突变发生在原始突变所发生的同一基因里。弗朗西斯·克里克等在他们的经典研究中使用基因内抑制来研究遗传密码的基本特征。这个研究证明基因由不重叠的以三個核酸一組的密码子组成。
学者们发现假如一个单独的插入或刪除导致一个突变的话那么在附近的一个反向突变可以“抑制”或者反转该突变。这说明基因要通过“閱讀框架”来阅读，假如在基因里插入或者消除一个核酸的话那么整个閱讀框架就会被移动（框移突變），使得后面的脱氧核糖核酸编码成其它肽，而不是原来应该编码的肽。因此学者们得出结论第二个反向的突变恢复了閱讀框架，关键的在于这两个突变之间的部分不涉及蛋白质的关键功能。
除閱讀框架外克里克还使用抑制性突變来确定密码子的大小。他们发现插入或者删除一个或两个核酸会导致变异的表现型，但是插入或者删除三个核酸会导致一个野生型。由此学者们得出结论插入或者删除3个核酸不改变閱讀框架，因此遗传密码的确由3个核酸组成。

### 跨基因抑制
跨基因抑制通过在基因组的另一个突变减轻第一个突变造成的影响。第2个突变发生在与第一个突变不同的基因上。跨基因抑制可以用来研究分子（比如蛋白质）之间的互动。比如一个破坏蛋白质间互补互动的突变可以通过基因组其它地方的另一个突变被恢复，或者这个新突变可以为分子之间的互动提供另一个选择途径。使用这个方法一些生物化学蛋白质、訊息傳遞和基因表現通道被发现。
这样被发现的通道包括接受体配體互动以及DNA复制、转录和翻譯的组成部分的互动。
这样的跨基因抑制也比较容易在群里保存下来。比如假如大腸桿菌在受到药物冲击过程中产生这样的抑制性突变来抵抗药物的作用，在药物被取消后它们不易突变回到原先的状态，因此假如药物再次被施用时它们就会显示出耐药性。带有这样特征的系非常可能在没有药物的状况下比没有耐药性的系差，因此会演变成中间系。这样的中间系会产生等位基因很难被返回到抑制性突变前的状态。因此这样的耐药性容易在整个群里留下来。

T4噬菌体

抑制性突變也会在编码病毒结构蛋白质的基因里发生。比如T4噬菌体需要各种结构组成部分，这些组成部分的比例必须相配。一个突变可以把一个氨基酸的一个密码子变成一个没有意义的停止密码子TAG。假如该病毒感染一个大肠杆菌后这个突变被弱地抑制，它只能生产少量的所需要的结构组成部分。在这种情况下噬菌体不能繁殖，或者只能很少繁殖。但是假如该病毒有另一个结构蛋白质基因的虚弱变异的话有时它又能够复制产生新病毒。原因是由于第二个突变减少了第二个结构蛋白质的数量使得双方的比例又恢复了正常。比如假如第一个突变使得尾鞭纤维的生产数量降低为十分之一，那么大多数生产的病毒有无效尾鞭纤维而不能正常运作。但是假如第二个突变导致基础板部分的生产量也只有十分之一的话那么鞭毛和基础板之间的生产比例恢复，使得病毒又可以生产有感染力的病毒。

## 回复
在微生物基因学里把一个突變通过抑制性突变（要么通过基因内抑制还原，要么通过跨基因抑制补偿）恢复到原来的基因型或表型的过程被称为回复。

## 外部連結
- The mutations chapter of the WikiBooks General Biology textbook （页面存档备份，存于）
- Examples of Beneficial Mutations
- Software for Mutated Proteins' Activity Prediction